# NGC 1947
NGC 1947 ist eine linsenförmige Galaxie vom Hubble-Typ E-S0 im Sternbild Dorado am Südsternhimmel. Sie ist schätzungsweise 40 Millionen Lichtjahre von der Milchstraße entfernt.
Das Objekt wurde am 5. November 1826 von dem Astronomen James Dunlop entdeckt.